# Ракитова (Караш-Северин)
Ракитова (рум. Răchitova) насеље је у Румунији у жупанији Караш-Северин у граду Оравица. Oпштина се налази на надморској висини од 167 m.

## Прошлост
Аустријски царски ревизор Ерлер је 1774. године констатовао да место "Регитова" припада Ракаждијском округу, Новопаланачког дистрикта. Становништво је било претежно влашко.

## Становништво
Према подацима из 2002. године у насељу је живело 402 становника, од којих су сви румунске националности.

### Попис1910.
| Ракитова                                                                                | Ракитова                                                                                           |
| --------------------------------------------------------------------------------------- | -------------------------------------------------------------------------------------------------- |
| језик                                                                                   | вера                                                                                               |
| укупно: 958 Румунски 942 (98,32%) Немачки 8 (0,83%) Мађарски 7 (0,73%) Српски 1 (0,10%) | укупно: 958 Православци 943 (98,43%) Римокатолици 8 (0,83%) Калвинисти 6 (0,62%) Јевреји 1 (0,10%) |